# كأس سلوفينيا 1994–95
كأس سلوفينيا 1994–95 هو موسم من كأس سلوفينيا. كان عدد الأندية المشاركة فيه 32، وفاز فيه نادي مورة ‏.